# Cassida crucipennis
Cassida crucipennis es un coleóptero de la familia Chrysomelidae.
Fue descrita científicamente en 2003 por Borowiec.